# Humberto Mejía
Humberto Albert Mejía (nacido el 3 de marzo de 1997) es un lanzador de béisbol profesional panameño que juega para los Chunichi Dragons de la Nippon Professional Baseball Anteriormente jugó en la Major League Baseballpara los Miami Marlins y Arizona Diamondbacks.

## Carrera

### Miami Marlins
El 16 de septiembre de 2013 Mejía firmó con los Miami Marlins como agente libre internacional. No apareció en un juego profesional hasta 2015, cuando jugó para los DSL Marlins, y tuvo marca de 3-3 con efectividad de 1.69.74 2⁄3 entradas. En 2016, Mejía dividió la temporada entre los GCL Marlins y los Batavia Muckdogs, con marca de 4-5 con efectividad de 2.90.49 2⁄3 entradas. En 2017, Mejía se perdió la temporada por lesión. En 2018, Mejía regresó a Batavia, con marca de 1-6 y efectividad de 3.30.62 2⁄3 entradas. En 2019, Mejía dividió la temporada entre los Clinton LumberKings Single-A y los Jupiter Hammerheads High-A, con un récord combinado de 5-2 con una efectividad de 2.09.90 1⁄3 entradas. Después de la temporada, fue agregado a la lista de 40 hombres de los Marlins. El 7 de agosto de 2020, Mejía hizo su debut en la MLB contra los Mets de Nueva York y lanzó 2.1 entradas de una carrera.

### Arizona Diamondbacks
El 31 de agosto de 2020, Mejía, Caleb Smith y Julio Frías fueron traspasados a los Diamondbacks de Arizona a cambio de Starling Marte. Mejía hizo 5 apariciones para los Diamondbacks en 2021, con marca de 0-3 con efectividad de 7.25 y 20 ponches. En la granja, Mejía hizo 21 aperturas divididas entre Triple-A Reno Aces y Doble-A Amarillo Sod Poodles, registrando un récord acumulado de 7-9 y efectividad de 5.12 con 100 ponches en 103.2 entradas lanzadas. Mejía fue transferido a Triple-A Reno para comenzar la temporada 2022. El 7 de abril de 2022, Arizona lo designó para asignación. Aprobó las exenciones y fue enviado directamente a Reno el 10 de abril Después de 9 juegos en Reno, en los que tuvo dificultades para lograr una efectividad de 9.60, Mejía fue liberado el 24 de mayo.

### Guerreros de Oaxaca
El 4 de junio de 2022 Mejía firmó con los Guerreros de Oaxaca de la Liga Mexicana. En 3 aperturas, registró un récord de 0-2 con efectividad de 7.71. Mejía fue liberado el 24 de junio.

### Mariachis de Guadalajara
El 26 de junio de 2022 Mejía firmó con los Mariachis de Guadalajara. El 14 de julio, Mejía lanzó la primera blanqueada de juego completo en la historia del club, blanqueando a los Piratas de Campeche y solo permitiendo 3 hits en la victoria por 10-0. En 7 aperturas para Guadalajara, logró un récord de 2-2 y efectividad de 4.99 con 26 ponches en 39.2 entradas lanzadas.

### Toros de Tijuana
El 1 de agosto de 2022 Mejía fue traspasado a los Toros de Tijuana. En su debut con el equipo el 4 de agosto, Mejía lanzó 5.0 entradas de calidad en la victoria 5-2 sobre los Generales de Durango. La salida resultó ser su única aparición para el equipo en la recta final.

### New York Mets
El 4 de enero de 2023, Mejía firmó un contrato de ligas menores con los Mets de Nueva York. Fue asignado a los Mets de Syracuse Triple-A para comenzar la temporada, donde hizo 8 aperturas y registró una efectividad de 6.17 con 30 ponches en 35.0 entradas de trabajo.

### Chunichi Dragons
El 24 de mayo de 2023, Mejía firmó con los Chunichi Dragons de la Nippon Professional Baseball.

## Selección nacional
Mejía fue seleccionado para representar a Panamá en la clasificación al Clásico Mundial de Béisbol 2023.